# 율리아 후머

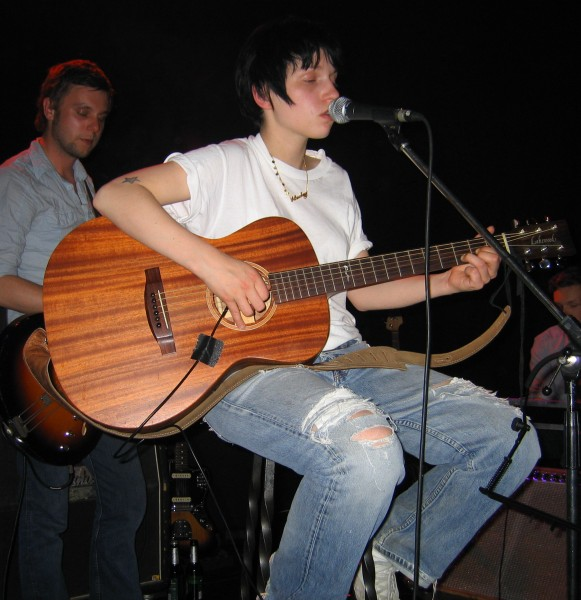

율리아 후머(독일어: Julia Hummer, 1980년 4월 24일 ~ )는 독일의 배우, 가수이다.
하겐에서 태어났다.

## 영화
- 탑 걸 오더 라 디포매이션 프로페셔널 (2014년)
- 틴에이지 (2013년)
- 앳 엘렌스 에이지 (2010년)
- 카를로스 (2010년)
- 유령 (2005년)
- 내가 속한 나라 (2000년)